# Cerkiew Opieki Bogurodzicy w Krynicy Słotwinach
Cerkiew Narodzenia Bogurodzicy w Krynicy Słotwinach – dawna cerkiew greckokatolicka w Krynicy-Zdroju na osiedlu Słotwiny, wzniesiona w latach 1887–1888.
Po 1947 przejęta i użytkowana przez kościół rzymskokatolicki, obecnie jako kościół filialny pw. Opieki Najświętszej Maryi Panny w parafii Najświętszego Serca Pana Jezusa w Krynicy-Zdroju.
Cerkiew wpisano na listę zabytków w 1964. Została włączona do małopolskiego Szlaku Architektury Drewnianej.

## Galeria

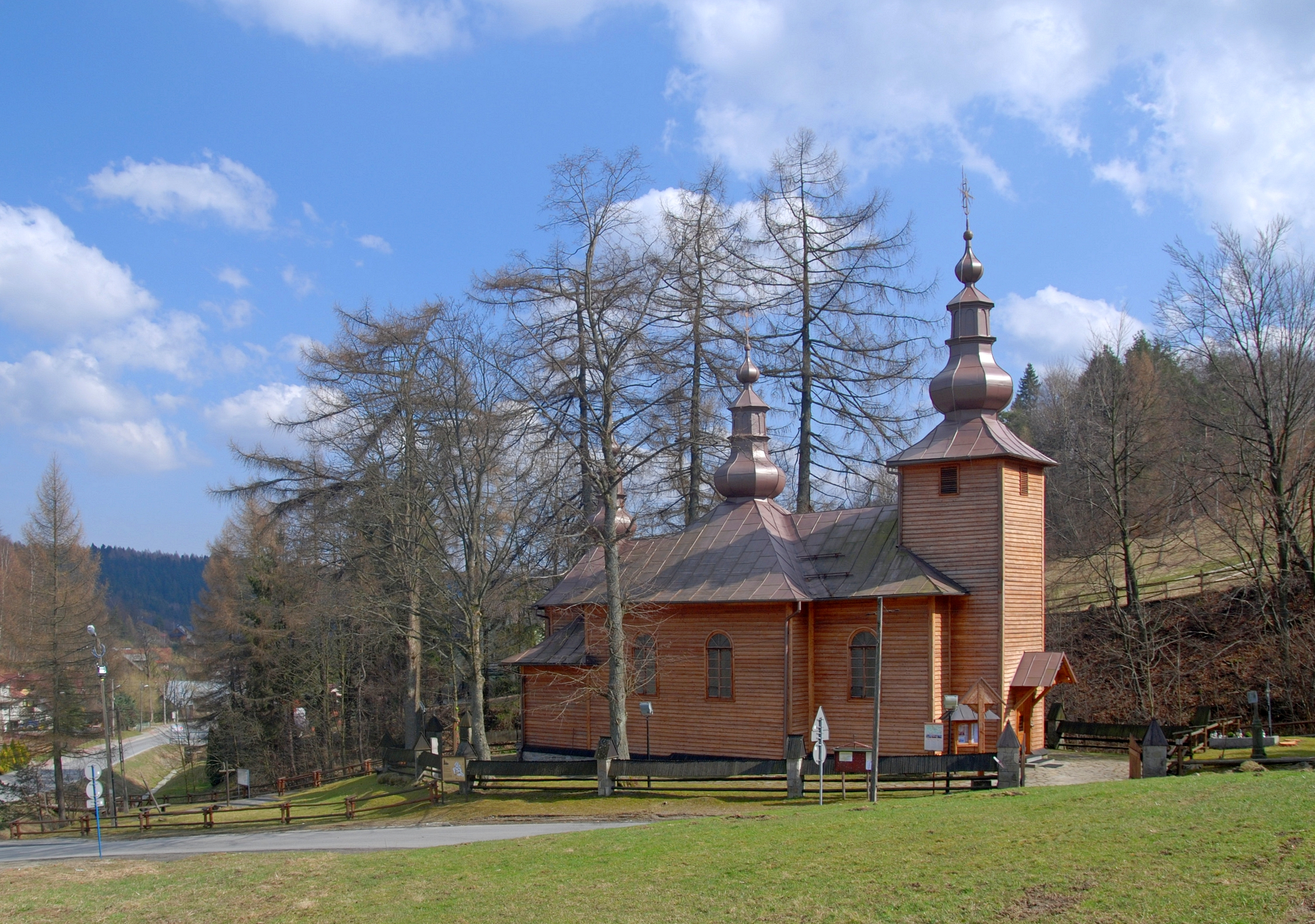
Widok od strony zachodniej
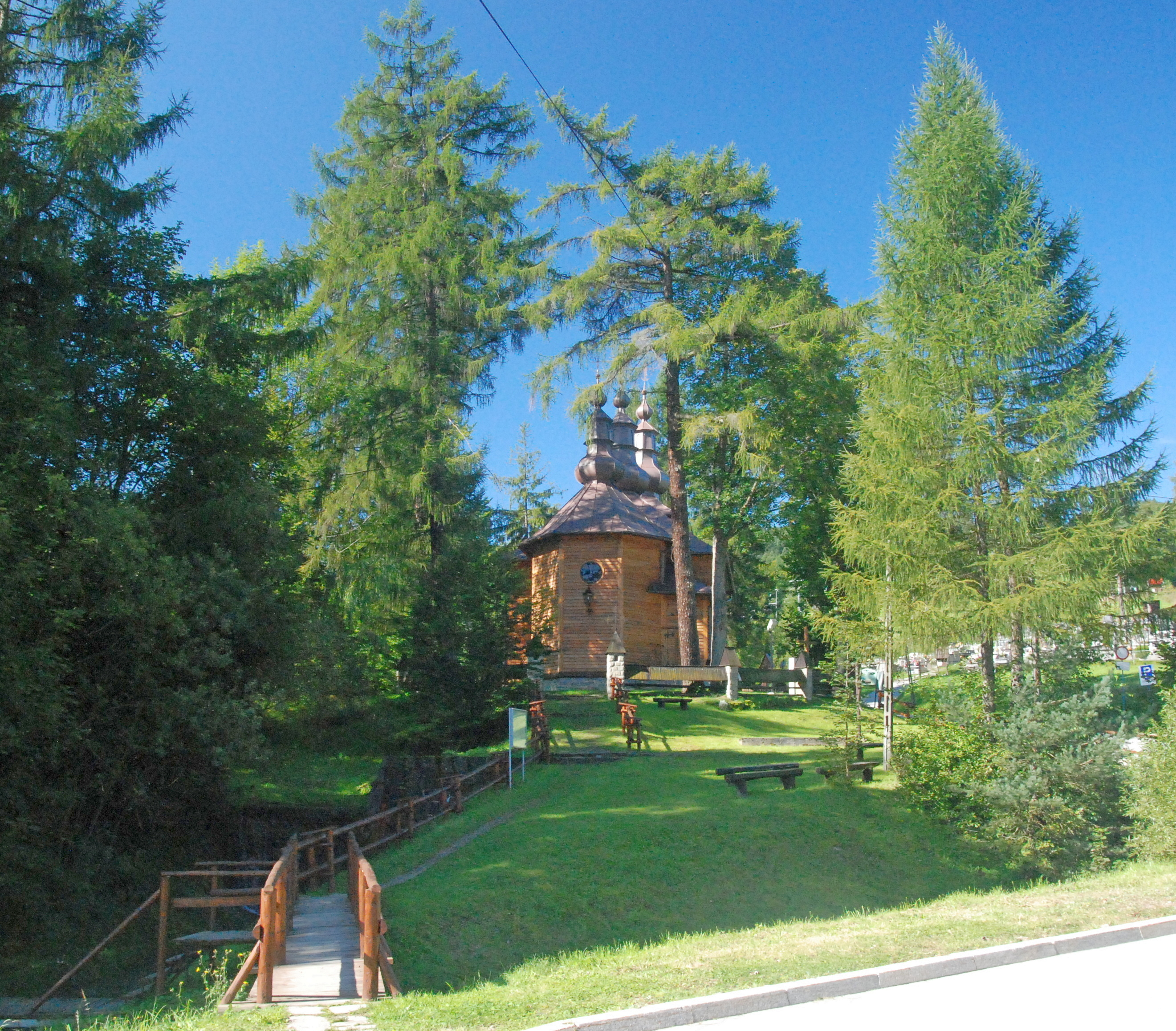
Widok od strony północnej
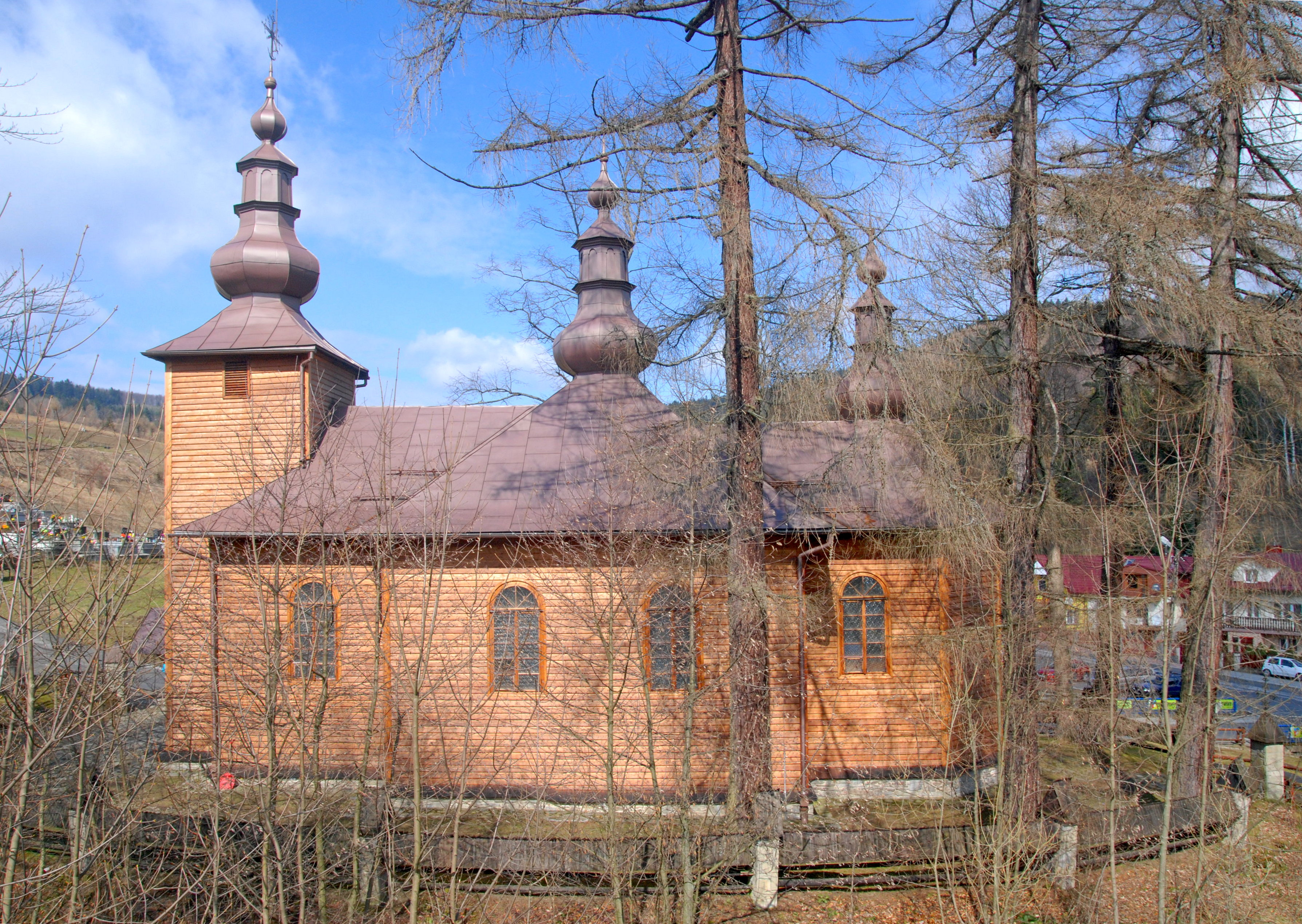
Elewacja wschodnia